# Killing Joke
I Killing Joke sono un gruppo musicale britannico formatosi a Notting Hill, Londra attivo dal 1979. I membri fondatori Jaz Coleman (voce, tastiere) e Geordie Walker (chitarra, basso, batteria) sono rimasti i componenti principali del gruppo nonostante i costanti cambiamenti di formazione.
La band è conosciuta per uno stile musicale che unisce l'heavy metal e il post-punk a ritmi sintetici, danzabili e tribali, una potente miscela che ha gettato le basi per la musica industrial. La voce del cantante Coleman è talvolta in stile parlato, in growl o dal timbro emozionale e melodico. Il chitarrista Walker non esegue mai assoli: afferma che  John McKay di Siouxsie and the Banshees è la sua principale influenze.
I Killing Joke hanno influenzato molte band in tempi successivi come Nirvana, Ministry, Nine Inch Nails, Napalm Death, Big Black, Tool, Prong, Metallica, Primus, Jane's Addiction, Soundgarden, Faith No More, Korn e Helmet.

## Storia del gruppo
Il gruppo, formato da Jaz Coleman alle tastiere e alla voce, "Geordie" Walker alla chitarra, Youth al basso, Paul Ferguson alla batteria, rientra nella categoria dei gruppi new wave; accomunabili a formazioni coeve come Siouxsie and the Banshees, Joy Division, Bauhaus, Ultravox e P.I.L. nella disgregazione del rock classico e nella sua ibridazione con generi musicali contigui come il reggae e l'elettronica, vi infondono di loro un nichilismo dissonante e brutale, non privo di ironia.
La prima pubblicazione del gruppo è il 45 giri Are You Receiving? del 1979, ancora impostato su canoni prettamente punk. Nell'agosto del 1980 esce il primo long playing, l'eponimo Killing Joke. Riconosciuto capolavoro della new wave, il disco fonde rabbia, disperazione e crudeltà in uno stile musicale feroce e travolgente, che influenzerà gli adepti del rock a venire (grunge, nu metal) e quelli della dance più convulsa del futuro (sinth-funk e crossover in generale). I successivi What's THIS For...! e Revelations (prodotto da Conny Plank) propendono per il lato più rock della miscela sonora (tranne il successo da discoteca Follow the Leaders).
Nel 1983 viene pubblicato Fire Dances, seguito due anni dopo da Night Time, trascinato dal pezzo Love Like Blood, considerato un inno dark. Per il brano, viene realizzato una clip da Peter Care e l'album raggiunge l'undicesima posizione nella classifica inglese. Nel 1986 esce Brighter than a Thousand Suns e l'anno dopo i Metallica inseriscono nel loro EP The $5.98 E.P.: Garage Days Re-Revisited una cover di The Wait, dal disco d'esordio.
Nel 1988 è la volta di Outside the Gate. Album che inizialmente doveva uscire come album solista di Jaz Coleman, ma che la casa discografica impose che uscisse a nome della band. Il disco ha un tono più elettronico dei precedenti come ben dimostra il primo singolo, America, il cui video viene realizzato da Ralph Ziman. L'album non oltrepassa la 92ª posizione e l'aria di scioglimento si fa sempre più realistica. Nel 1990 il gruppo torna ai vecchi fasti con Extremities, Dirt & Various Repressed Emotions, con l'ex Public Image Ltd. Martin Atkins alla batteria. Quattro anni dopo il gruppo fa uscire Pandemonium, fino al 1996, anno di Democracy.
Il 28 luglio 2003 viene pubblicato un nuovo album eponimo, con Dave Grohl alla batteria, segnando il ritorno dei Killing Joke. Il 3 aprile 2006 viene pubblicato il dodicesimo album del gruppo, Hosannas from the Basements of Hell. il 20 ottobre 2007, durante la lavorazione dell'album Weird Machine dei Treponem Pal, a causa di un attacco di cuore muore a Ginevra il bassista Paul Raven. Il 2008 è l'anno della reunion della formazione originale, che vede la band impegnata in un tour mondiale con due date anche in Italia, a Milano. Il 27 settembre 2010 esce il nuovo album Absolute Dissent che vede di nuovo insieme in studio la formazione originale. L'album uscirà anche in una versione deluxe dove il secondo CD sarà composto interamente di cover e remixes, tra cui brani di Metallica, Helmet e Nine Inch Nails.
Il 26 novembre 2023 muore Walker, due giorni dopo aver sofferto un ictus.

## Controversie
La band presentò un'azione legale nei confronti dei Nirvana, accusati di aver plagiato il riff di Eighties nel singolo Come as You Are; l'azione legale è stata tuttavia ritirata in seguito alla morte di Kurt Cobain. Agli stessi Killing Joke fu imputato anni dopo di aver copiato il riff di Eighties dal brano Life Goes On dei The Damned, circostanza smentita da Coleman e Ferguson.

## Omaggi
- Dave Grohl, ex batterista dei Nirvana, ha suonato una cover di Requiem con i Foo Fighters.

- La stessa Requiem è stata reinterpretata dai Godflesh.

- Una cover di The Wait è presente nell'EP The $5.98 E.P.: Garage Days Re-Revisited dei Metallica.

- La cover di Total Invasion è presente nella versione giapponese dell'album Evangelion dei Behemoth.

## Discografia

### Album in studio
- 1980 - Killing Joke
- 1981 - What's THIS For...!
- 1982 - Revelations
- 1983 - Fire Dances
- 1985 - Night Time
- 1986 - Brighter than a Thousand Suns
- 1988 - Outside the Gate
- 1990 - Extremities, Dirt & Various Repressed Emotions
- 1994 - Pandemonium
- 1996 - Democracy
- 2003 - Killing Joke
- 2006 - Hosannas from the Basements of Hell
- 2010 - Absolute Dissent
- 2012 - MMXII
- 2015 - Pylon